# Сюркуф, тигр семи морей
«Сюркуф, тигр семи морей» (фр. Surcouf, le tigre des sept mers; итал. Surcouf, l'eroe dei sette mari; исп. El tigre de los siete mares) — франко-итало-испанский приключенческий фильм 1966 года, снятый режиссёрами Серджо Баргонзелли и Роем Роулендом, основанный на истории французского корсара Робера Сюркуфа.

## Сюжет
Отважный моряк — лейтенант Робер Сюркуф и Мари-Катрин любят друг друга и подумывают о свадьбе. Незадолго до отплытия в воды Индийского океана Робер делает предложение своей возлюбленной, но отец девушки, месье Блез, отказывает ему в браке с дочерью, объясняя это тем, что он не сможет обеспечить её достойное существование. Лейтенант Сюркуф покидает порт Сен-Мало и обещает отцу невесты, что вернётся богатым женихом. Отважный лейтенант берётся за выполнение задания, порученного губернатором Малартиком: прорвать блокаду англичан в районе Сейшельских островов и доставить провиант в Порт-Луи. Губернатор производит Сюркуфада в капитаны, даёт ему корсарский мандат и разрешает ему самому набрать команду для выполнения задания. Вскоре Сюркуф и его команда захватывают несколько английских торговых кораблей и снабжают Порт-Луи провизией. Но губернатор Малартик отказывается делиться добычей с капитаном и его командой, в результате чего Сюркуф вместе со своим братом едет в Париж…

## В ролях
| Актёр                 | Роль                         |
| --------------------- | ---------------------------- |
| Жерар Барре           | Роберт Сюркуф                |
| Антонелла Луальди     | Маргарет Кроутер             |
| Торенс Морган         | лорд Джулиан Блэквуд         |
| Фрэнк Оливерас        | Николас Сюркуф               |
| Женевьева Кизиль      | Мари-Катрин Блез             |
| Жерар Тичи            | Кернан                       |
| Моника Рандаль        | Жозефина Богарне             |
| Альдо Самбрель        | моряк                        |
| Томас Бланко          | губернатор Малартик          |
| Жорж Риго             | французский адмирал          |
| Хосе Мария Каффарель  | месье Блез, отец Мари-Катрин |
| Мариано Видаль Молина | Андре Шамбле                 |
| Альберто Чевенини     | Гарнре                       |
| Арман Местраль        | капитан Ганс (нет в титрах)  |
| Анн Вернон            | эпизод (нет в титрах)        |

## Съёмочная группа
- Режиссёры: Серджо Баргонзелли, Рой Роуленд
- Продюсеры: Рой Роуленд, Нат Вахсбергер
- Сценаристы: Жорж де Ла Грандьер, Джеральд Севери, Джованни Симонелли, Хосе Антонио де ла Лома, Жак Северак, Гай Фаррелл
- Оператор: Хуан Хельпи
- Композитор: Жорж Гарваренц